# Azzardoso
L'Azzardoso è stato un brigantino della Regia Marina, già della Marina del Regno di Sardegna.

## Storia e caratteristiche
Completato nel 1847 dai cantieri Genovesi della Foce, l'Azzardoso fu l'ultimo brigantino costruito in tali cantieri per la Marina del Regno di Sardegna e fu sostanzialmente una replica delle precedenti unità costruite alla Foce (Colombo, Eridano, Daino), con dimensioni leggermente inferiori. Armato con otto cannoni-obici in ferro a canna liscia da 16 libbre, l'Azzardoso ebbe principalmente utilizzo «in gabarra», ovvero come trasporto, comandato da piloti.
Il 27 maggio 1847 la nave, da poco entrata in servizio, lasciò Genova al comando del 1° piloto Carminati insieme alle fregate San Michele e Beroldo, raggiungendo quindi, unitamente a tali unità, la Svezia, ove imbarcò pezzi d'artiglieria acquistati dal Regno di Sardegna. Dopo aver toccato Malaga, Brest, Copenaghen, Kronstadt, Stoccolma e, al ritorno, Falmouth, le navi fecero ritorno in patria nel dicembre 1847.
In seguito l'Azzardoso venne destinato al trasporto di truppe e materiali in Sardegna, attività che continuò a svolgere sino al 1855.
Nel 1855 il brigantino, al comando del 1° piloto Brun, prese parte alla guerra di Crimea, quale trasporto di truppe e rifornimenti per il Corpo di Spedizione Sardo in Crimea: nel giugno 1855 l'Azzardoso, armato «in gabarra» e carico di truppe e vettovaglie per il corpo di spedizione, venne rimorchiato in Crimea dalla pirocorvetta a ruote Malfatano, ed in luglio, rimorchiato dalla pirofregata ad elica Carlo Alberto, giunse dapprima a Costantinopoli e quindi a Balaklava.
Nel giugno 1859, dopo lo scoppio della seconda guerra d’indipendenza, l'Azzardoso venne allestito come nave ospedale e con tale funzione aggregato alla squadra che prese parte al conflitto nel Mare Adriatico.
Un anno dopo, nel giugno 1860, il brigantino venne inviato a Palermo con rifornimenti e provviste per la squadra del viceammiraglio Carlo Pellion di Persano. La nave giunse a Palermo il 25 giugno 1860 e ripartì per Genova il 27, avendo terminato il proprio compito. Alcune delle provviste trasportate dall'Azzardoso (una piccola percentuale), il 26 giugno, vennero rifiutate da un'apposita commissione perché giudicate cattive. 
Nel settembre 1860 la nave venne rimorchiata in Adriatico dal pirotrasporto ad elica Tanaro. L'Azzardoso prese quindi parte alle operazioni di assedio della piazzaforte di Ancona, trasportando parte delle artiglierie e delle munizioni occorrenti ai reparti del generale Enrico Cialdini per investire ed assediare la città. Il 16-18 settembre 1860 il brigantino si unì davanti ad Ancona, insieme ad alcune altre unità (l'anziana fregata San Micheleso ed i piroscafi Tanaro, che aveva rimorchiato l'Azzardoso in Adriatico, e Conte di Cavour), alla squadra comandata dal viceammiraglio Persano(pirofregate Vittorio Emanuele, Carlo Alberto, Maria Adelaide, Governolo e Costituzione), per partecipare all'assedio di Ancona, che, dopo una prima comparsa davanti alla città marchigiana, aveva diretto per Rimini e poi Senigallia per cercare il generale Fanti, col quale l'ammiraglio avrebbe dovuto concordare le operazioni per occupare la piazzaforte marchigiana; il generale si era tuttavia già spostato con le sue truppe a Castelfidardo, e qui lo contattò Persano. A mezzogiorno del 18 settembre, pianificato l'attacco, la flotta italiana (cui si aggiunsero, a quel punto, l'Azzardoso e le altre navi, avendo ultimato lo sbarco dei materiali destinati al generale Cialdini) fece la sua comparsa nelle acque di Ancona, venendo fatta segno del tiro delle fortezze difensive ed aprendo quindi a sua volta il fuoco. In questa prima azione di bombardamento venne pesantemente danneggiata la batteria di Colle Cappuccini, ma alcune cannonate caddero anche sulla città provocando la morte di una donna e due bambini. Il 20 settembre fu posto il blocco navale (eccezion fatta solo per la pesca), mentre il 22 ed il 23 furono effettuate nuove azioni di bombardamento, dirette principalmente contro la batteria del Cardeto. Il 25 e il 26 settembre vennero fatti tentativi con squadre che su scialuppe sbarcarono per rimuovere le catene che impedivano alle navi italiane l'accesso nel porto, ma in entrambi i casi le squadre italiane furono scoperte e dovettero ritirarsi. La situazione per le navi italiane stava inoltre divenendo piuttosto precaria: il carbone iniziava a scarseggiare e mancavano approdi per poter effettuare eventuali riparazioni. All'una del pomeriggio del 28 settembre le pirofregate Costituzione, Governolo e Vittorio Emanuele si ormeggiarono nei pressi della potente fortezza della Lanterna e, nonostante il continuo cannoneggiamento da parte del forte ed il vento di scirocco che complicava l'operazione, le tre navi (rinforzate poi dalla pirofregata Carlo Alberto), danneggiarono pesantemente la Lanterna ed affondarono tutte le imbarcazioni ormeggiate nei suoi pressi; infine la Vittorio Emanuele, avvicinatasi ulteriormente, colpì il deposito munizioni del forte, che saltò in aria (rimasero uccisi 125 artiglieri su 150): tale evento fu tra le cause principali della resa della città, avvenuta l'indomani.
Il 17 marzo 1861 l'Azzardoso, classificato brigantino, venne iscritto nel Quadro del Naviglio della neocostituita Regia Marina. Pochi mesi dopo, nel settembre 1861, la nave trasportò a Napoli truppe e rifornimenti.
Dopo altri impieghi dello stesso tipo, nel giugno 1863 il brigantino venne inviato a Tolone con le dotazioni per la pirofregata corazzata Regina Maria Pia, da poco varata nei cantieri di La Seyne-sur-Mer. Nell'ottobre dello stesso anno l'Azzardoso venne nuovamente mandato a Tolone, questa volta con il materiale per allestire la pirofregata corazzata San Martino, varata in settembre.
Disarmato il 1º gennaio 1864, il brigantino venne radiato con Regio Decreto n. 2218 del 20 marzo 1865 e venduto per demolizione a Genova il 17 maggio dello stesso anno.